# Trifone (patriarca di Costantinopoli)
Trifone (in greco Τρύφων; IX secolo – 933) è stato un arcivescovo bizantino, che ha ricoperto la carica di Patriarca ecumenico di Costantinopoli dal 928 al 931; è venerato come santo nella Chiesa ortodossa orientale.

## Vita
Trifone era un monaco a Costantinopoli. Il patriarca Stefano II morì il 15 luglio 928. Trifone fu nominato al posto del Patriarca nel dicembre 928 dall'imperatore bizantino Romano I Lecapeno a condizione che si fosse dimesso in favore del figlio dell'imperatore Teofilatto quando il ragazzo avrebbe raggiunto la giusta età.
Teofilatto compì 16 anni nel 931 e Romano chiese al Patriarca Trifone di dimettersi come promesso, in modo che suo figlio potesse assumere il Patriarcato. Trifone si rifiutò di consegnare il trono a un ragazzo e rimase in carica. Romano era infuriato e voleva arrestarlo e condannarlo a morte, ma Trifone era molto amato dalla gente per le sue virtù.
Quindi i consiglieri dell'Imperatore inventarono un piano migliore per rimuoverlo dall'incarico senza provocare una ribellione. Durante un incontro con altri vescovi, il vescovo Basilio accusò Trifone di essere analfabeta e il Patriarca protestò di non esserlo. Basilio aveva un agente imperiale che gli chiedeva di dimostrarlo firmando il suo nome su un foglio bianco, Trifone firmò il foglio bianco e poi il vescovo Basilio lo inviò al palazzo dove gli impiegati imperiali scrissero il documento delle sue dimissioni sul foglio bianco con la firma di Trifone.
Quando scoprì di essere stato ingannato era troppo tardi, Teofilatto era già stato proclamato Patriarca e Trifone fu costretto a ritirarsi in monastero dove morì nel 933.

## Culto
Trifone è venerato come santo nella Chiesa ortodossa orientale. La sua memoria ricorre il 19 aprile (2 maggio secondo il calendario giuliano).